# Dwie bajki

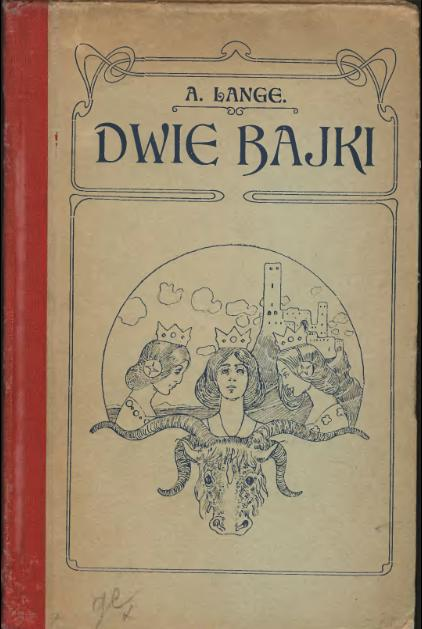
Okładka do książki Dwie bajki

Dwie bajki – książka Antoniego Langego wydana w 1910 w Warszawie, na którą składają się dwa utwory (jeden liryczny, drugi prozatorski) stylizowane na bajki dla dzieci. Autor zadedykował książkę Heniowi, Waciowi i Jasiowi (prawdopodobnie byli to siostrzeńcy poety). Ilustracje wykonał Ignacy Protasiewicz.
|  |

- Historia o ptaku, co był psem i psie, co był ptakiem

Utwór napisany został prozą. Narratorem jest sam Lange, który opowiada Heniusiowi historię chłopca o tym samym imieniu i tak samo kapryśnym usposobieniu (A największa jego wada była taka, że ten chłopczyk nigdy nie wiedział, czego chce...). Opowieść rozgrywa się akurat w momencie zniesienia stanu wojennego w Polsce. Pewnego razu wujek (parte-parole autora) wziął chłopca do sklepu z zabawkami i zaproponował kupienie albo lalki psa albo lalki łabędzia. Heniuś nie mógł się zdecydować, toteż tajemniczy sprzedawca imieniem Hokus-Pokus zaproponował mu lalkę ptaka, co jest zarazem psem i psa, co jest zarazem ptakiem. Chłopiec zgodziwszy się, wsiadł na grzbiet osobliwego stworzenia, które natychmiast poszybowało do góry. Heniuś stracił jednak kontrolę nad psem-łabędziem, przez co trafił na nieznaną wyspę, zamieszkiwaną przez bajkowe stworzenia, śpiewające kwiaty, wróżki i niegrzeczne dzieci. Wkrótce okazało się, że wszystkie krnąbrne dzieci, które znalazły się na wyspie, mają trafić do wielkiego żelaznego pieca, w którym ulegną przetopieniu na grzeczne dzieci. Moment ten owiany jest nastrojem niepokoju i grozy. Zakończenie pokazuje jednak, że Heniuś całkowicie się zmienił i odtąd wiedział już czego chce.
- Baśń o trzech królewnach i trzech królewiczach

Utwór napisany został poezją; w formie opowieści poetyckiej podzielonej na pięć rozdziałów. Akcja rozgrywa się w królestwach Czerwonego Lasu i Białogóry, w baśniowym okresie historycznym. Trzej królewicze (zdradziecko przemienieni przez karła Malakira w wieloryba, tura i sokoła; ten sam karzeł uprowadził również ich siostrę Lirę) zapragnęli poślubić trzy białogórskie królewny: Różę, Lilię i Kalinę. Zdobywając szturmem królestwo Białogóry, wyznają swoją miłość i, wraz ze swoimi wybrankami, ruszają do odległych królestw ziemi, wody i powietrza. Ostatni potomek rodu, Sygoń, postanawia jednak zostać rycerzem, który miałby pokonać trzech królewiczów i zabrać swoje siostry z powrotem do Białogóry. Po wielu latach wędrówki, trafia w końcu przed zamek cały z diamentu, gdzie przetrzymywane są trzy królewny. Na miejscu Sygoń poznaje jednak tragiczną historię metamorfozy królewiczów oraz uprowadzenia ich siostry, Liry - w związku z czym oferuje swoją pomoc w odnalezieniu i zabiciu karła. Wkrótce młody rycerz spotyka na swej drodze smoka, który strzeże uwięzionej Liry, a obok stoi karzeł. Sygoń wzywa na pomoc trzech królewiczów; z ich pomocą pokonuje smoka, a następnie Malakira. Lira z wzajemnością zakochuje się w dzielnym Sygoniu, a rzucony na królewiczów czar pryska. Odtąd całe grono zamieszkuje wspólnie zamek królestwa Białogóry.

Mimo iż Dwie bajki są na pozór utworem napisanym dla młodszych czytelników, w istocie zawierają wiele aluzji filozoficzno-literackich, starannie zarysowaną problematykę egzystencjalną oraz ukryty dialog interkulturowy. 